# 창우초등학교
창우초등학교(倉隅初等學校)는 대한민국 경기도 하남시에 있는 공립 초등학교이다.

## 학교 연혁
- 1994. 11. 01 창우국민학교, 병설유치원 인가
- 1995. 03. 01 초대 유한식 교장 부임
- 1995. 03. 06 창우국민학교 개교(초등 25학급, 유치원 2학급)
- 1996. 03. 01 창우초등학교로 명칭 변경
- 2014. 02. 24 제19회 졸업장 수여식(졸업자 수 144명 / 누계 2,957명)
- 2014. 03. 01 초등 30학급, 특수1학급,유치원 3학급 편성
- 2016. 03. 01 도지정 예절체험학습장, 영어교과특성화 학교 지정
- 2016. 03. 01 제9대 이봉희 교장 부임

## 참고 자료
- 창우초등학교 - 한국교육학술정보원 학교알리미